# Jay Hunt
Jay Hunt (Filadelfia, 4 agosto 1855 – Los Angeles, 18 novembre 1932) è stato un regista, attore cinematografico e sceneggiatore statunitense che diresse 68 film tra il 1911 e il 1919. Continuò la sua carriera come attore fino al 1931, interpretando una trentina di film. Come sceneggiatore, firmò 7 film.
Nel 1916, fu uno dei sette registi di Civilization, il kolossal della Triangle prodotto da Thomas H. Ince.

## Filmografia

### Regista
- The Life Boat – cortometraggio (1911)
- The Musician's Daughter (1911)
- Camille – cortometraggio (1912)
- A Dixie Mother (1913)
- Jo Hibbard's Claim (1913)
- The Crimson Stain (1913)

- The Heritage of Eve (1913)
- The Broken Thread (1913)
- Silent Heroes (1913)
- The Forlorn Hope (1913)
- The Veteran (1913)
- The War Correspondent (1913)
- Devotion – cortometraggio (1913)
- A Military Judas – cortometraggio (1914)
- For Her Brother's Sake – cortometraggio (1914)
- The Arrow Maker's Daughter (1914)
- The Raiders (1914)
- North of 53 – cortometraggio (1914)
- Wolves of the Underworld (1914)
- The Colonel's Orderly – cortometraggio (1914)
- Captain Junior (1914)
- A Common Mistake (1914)
- The Fires of Ambition (1914)
- Shorty's Trip to Mexico (1914)
- Tennessee (1914)
- A Frontier Mother (1914)
- Star of the North – cortometraggio (1914)
- The Sheriff of Bisbee (1914)
- The Village 'Neath the Sea – cortometraggio (1914)
- When America Was Young (1914)
- The Word of His People (1914)
- Shorty and Sherlock Holmes (1914)
- The Mills of the Gods – cortometraggio (1914)
- A Romance of Old Holland (1914)
- The Fortunes of War (1914)
- The Last of the Line – cortometraggio (1914)
- A Modern Noble – cortometraggio (1915)
- The Mill by the Zuyder Zee (1915)
- The Phantom of the Hearth (1915)
- The Spirit of the Bell (1915)
- Shorty Turns Actor (1915)
- The Disillusionment of Jane (1915)
- The Spark from the Embers (1915)
- Her Alibi (1915)
- Shorty's Troubled Sleep (1915)
- Her Easter Hat (1915)
- The Tavern Keeper's Son (1915)
- The Secret of Lost River (1915)
- Hearts and Swords (1915)
- The Tide of Fortune – cortometraggio (1915)
- The Man Who Went Out (1915)
- The Heart of Jabez Flint (1915)
- The Protest (1915)
- A Polar Romance (1915)
- X-3 (1916)
- Hired, Tired and Fired (1916)
- Civilization, co-regia di Reginald Barker, Thomas H. Ince, Raymond B. West e altri (1916)
- A Strange Confession (1916)
- What Love Can Do (1916)
- The Ghost of the Jungle (1916)
- Mutiny (1916)
- A Man's Hardest Fight (1916)
- Under the Lion's Paw (1916)
- A Jungle Hero (1916)
- The Black Sheep of the Family (1916)
- The Narrow Creed (1916)
- The Better Man (1916)
- Life's Maelstrom (1916)
- The Promise (1917)
- Defective Detectives (1917)
- My Lady Robin Hood (1919)

### Attore
- Her Legacy, regia di Fred J. Balshofer – cortometraggio (1913)
- Devotion, regia di Jay Hunt – cortometraggio (1913)
- One of the Discarded (1914)
- The Mills of the Gods, regia di Jay Hunt – cortometraggio (1914)
- His Brother's Keeper (1915)
- Shorty Turns Actor (1915)
- Her Easter Hat (1915)
- The Heart of Jabez Flint (1915)
- Il gobbo di Notre Dame (The Hunchback of Notre Dame), regia di Wallace Worsley (1923)
- Wanted by the Law (1924) (con il nome J. Hunt)
- After a Million (1924)
- Yankee Speed, regia di Robert N. Bradbury (1924)
- La nipote parigina (Lightnin') regia di John Ford (1925)
- Counsel for the Defense, regia di Burton L. King (1925)
- My Own Pal (1926)
- Out of the Storm, regia di Louis J. Gasnier (1926)
- A Man Four-Square (1926)
- The Gentle Cyclone (1926)
- Men of the Night (1926)
- I tre furfanti (3 Bad Men), regia di John Ford (1926)
- The Golden Web, regia di Walter Lang (1926)
- One Minute to Play (1926)
- The Overland Stage (1927)
- Captain Salvation (1927)
- Better Days (1927)
- The Harvester, regia di James Leo Meehan (1927)
- The Poor Millionaire (1930)
- In Old Cheyenne, regia di Stuart Paton (1931)
- The Sky Spider (1931)
- The Cheyenne Cyclone (1931)

### Sceneggiatore
- The War Correspondent, regia di Jay Hunt - scenario (1913)
- The Heart of Jabez Flint (1915) (sceneggiatura)
- Hired, Tired and Fired (1916) (sceneggiatura)
- A Strange Confession (1916) (scenario)
- A Double Fire Deception (1916) (storia "A Royal Flush")
- What Love Can Do (1916) (scenario)
- Under the Lion's Paw (1916) (scenario)
- A Jungle Hero (1916) (scenario)
- The Black Sheep of the Family (1916) (sceneggiatura)

### Assistente alla produzione
- Civilization, regia di Reginald Barker, Thomas H. Ince, Raymond B. West e altri - assistente alla produzione (1916)